# Triarchia Negroponte
Triarchia Negroponte – feudalne państwo istniejące na Eubei (włoski: Negroponte), powstałe po podziale ziem Cesarstwa Bizantyjskiego przez siły IV wyprawy krzyżowej (Partitio terrarum imperii Romaniae). Nazwa wywodzi się od podziału ziem na wyspie na trzy baronie (terzieri), którego dokonały spokrewnione ze sobą rody, wywodzące się z Lombardii. Wyspa szybko znalazła się w weneckiej strefie wpływów i około 1390 roku, stała się regularną kolonią Republiki jako Królestwo Negroponte (Regno di Negroponte).

## Historia

### Powstanie
Na mocy traktatu rozbiorowego, zawartego przez uczestników IV wyprawy krzyżowej i Wenecjan, Eubea została przyznana Wenecjanom, którzy następnie odsprzedali prawa do niej Bonifacemu z Montferratu w zamian za zrzeczenie się przez niego praw do Krety. Pierwszym łacinnikiem który objął władzę na wyspie był Jakub z Avesnes, który wylądował tu ze swoimi oddziałami w czasie wyprawy Bonifacego na Peloponez. Jakub zajął Chalkis i ogłosił Bonifacego panem wyspy a markiz Montferratu nadał mu ją we władanie. Po bardzo krótkim pobycie na wyspie, Jakub powrócił na Peloponez, gdzie zmarł w 1205 roku. Zapisał on wyspę templariuszom ale Bonifacy miał inne plany. Po śmierci Jakuba Eubea została podzielona między Ravano dalle Carceri, Gilberto dalle Carceri i Pecoraro da Mercanuovo, rycerzy z Werony. Każdy z nich otrzymał baronię ("triarchię")- północna z Orei jako głównym miastem, południowa z ośrodkiem w Karistos i środkowa z ośrodkiem w Chalkis. Chalkis nie należało jednak do barona rządzącego środkową triarchią a było wspólną własnością, rezydowali w niej wszyscy triarchowie wraz z dworami i rodzinami. W 1209 roku Ravano zjednoczył jednak wyspę pod swoją władzą, ogłaszając się zarazem dominus insulae Nigropontis, to jest panem wyspy Negroponte.

### Dominacja wenecka
Ravano wziął udział w tak zwanej rewolcie lombardzkiej, skierowanej przeciwko władzy cesarza łacińskiego, Henryka z Flandrii. Siły cesarskie szybko uzyskały przewagę nad buntownikami i Ravano był zmuszony szukać silnego sojusznika. W 1209 roku zawarł sojusz z Wenecją, która udzieliła mu swoich gwarancji i poparcia w zamian za uznanie zwierzchności i przywileje handlowe. Co ciekawe, Ravano w maju tego samego roku uznał władzę Konstantynopola.
Ravano zmarł w 1216 roku a jego następcy nie mogli porozumieć się w sprawie sukcesji. W roli mediatora wystąpił wenecki baliw. Podzielił on istniejące trzy baronie na sześć. Północna baronia Orei została podzielona między Marino a Rizzardo, bratanków Ravano; południowa, Karistos została podzielona między Izabelę, wdowę po Ravano a jego córkę, Bertę; środkowa baronia przypadła Guglielmowi i Albertowi, spadkobiercom Gilberto dalle Carceri'ego. Ustalono, że w razie śmierci któregoś z nowych baronów, władza przypadnie jego współrządcy z danej baronii a nie jego dzieciom. Miało to doprowadzić do powrotu do triarchii. W rzeczywistości jednak podział na sześć baronii utrzymał się i rodzina dalle Carceri utrzymała władzę nad wyspą.

### Wojna o sukcesję
W 1255 roku zmarła Karintana dalle Carceri, żona Wilhelma II, do której należała część triarchii Orei. Książę Morei, nominalny suzeren wyspy, chciał przejąć należące do małżonki posiadłości w osobiste władanie. Jego działania wywołały jednak sprzeciw pozostałych baronów Eubei i doprowadziły do tak zwanej wojny o sukcesję eubejską. 14 czerwca 1256 roku, Guglielmo z Werony i Narzotto dalle Carceri odrzucili zwierzchność księcia Achai i ogłosili się wasalami Wenecji. W odpowiedzi, wojska achajskie wylądowały na wyspie i zdobyły Chalkis. Przeciwko Wilhelmowi zawiązała się koalicja państw łacińskich w Grecji do której oprócz baronów Negroponte i Wenecjan należeli także książę Aten, Guy I de la Roche, baron Veligosti, Wilhelm de la Roche, senior Salony, Tomasz II ze Stromoncourt i Ubertino Pallavicini, markiz Bodonitzy. Wojska weneckie odbiły Chaliks w 1258 roku ale kilka miesięcy później siły Wilhelma II pokonały koalicjantów w decydującej bitwie pod Karydi. Ostatecznie, w 1259 roku, doża Raniero Zeno wynegocjował zawieszenie broni. W 1262 roku podpisano pokój na mocy którego Wilhelm pozostawał suzerenem baronów Negroponte ale nie włączał Orei do swojej osobistej domeny.

### Okres bizantyjski
Wraz z upływem czasu zmienił się układ sił na terenie Grecji. Cesarstwo Nicejskie stało się najpotężniejszym z państw powstałych po upadku Konstantynopola i zaczęło sukcesywnie odbijać tereny Bizancjum. W 1261 roku Michał VIII Paleolog zakończył żywot Cesarstwa łacińskiego, zdobywając miasto basileusów. Rozpoczął on również energiczną kampanię której celem było wyparcie łacinników z południowej Grecji. Michał przyjął na służbę niejakiego Licario, admirała pochodzącego z Eubei. Dowodzona przez niego flota i wojska od 1276 roku rozpoczęły podbój Eubei. Do 1278 roku Licario podporządkował sobie całe Negroponte, poza Chalkis. Cesarz powierzył mu wówczas władzę nad wyspą. Licario opuścił jednak swoje nowe władztwo w 1280 roku i krótki czas po tym łacinnicy zaczęli na nowo podbijać Negroponte. W 1296 roku, Bonifacy z Werony zdobył ostatnią redutę Bizancjum na wyspie. Władza powróciła w ręce lombardzkich możnych, Bonifacy był bowiem wnukiem jednego z pierwszych triarchów- Gilberto dalle Carceri'ego. Miejscowi baronowie nadal uznawali zwierzchność Republiki.

### Podbój turecki
W 1317 roku Karystos zostało podbite przez Alfonso Fadrique, jednego z dowódców Kompanii Katalońskiej, bękarta Fryderyka III, króla Sycylii. W 1319 roku zawarł on traktat pokojowy z Wenecją. Republika odzyskała triarchię Karistos dopiero w 1365 roku. W 1383 roku zmarł Niccolò dalle Carceri a w 1390 roku zmarł Giorgio III Ghisi, ostatni triarchowie. W swoich testamentach przekazywali należące do nich baronie w bezpośrednie władanie Wenecji. Negroponte stało się de iure posiadłością Republiki jako Królestwo Negroponte. Podział na triarchie został jednak zachowany, gdyż zostały one nadane weneckim rodom, które odpowiadały przed podestą rezydującym w Chalkis. Wyspa należała do Wenecji do 1470 roku, kiedy to została zdobyta przez wojska Mehmeta II, osmańskiego sułtana. Upadek Chalkis nastąpił 12 lipca 1470 roku i stał się inspiracją dla Rossiniego do stworzenia opery Mahomet II.